# Obyvatelstvo

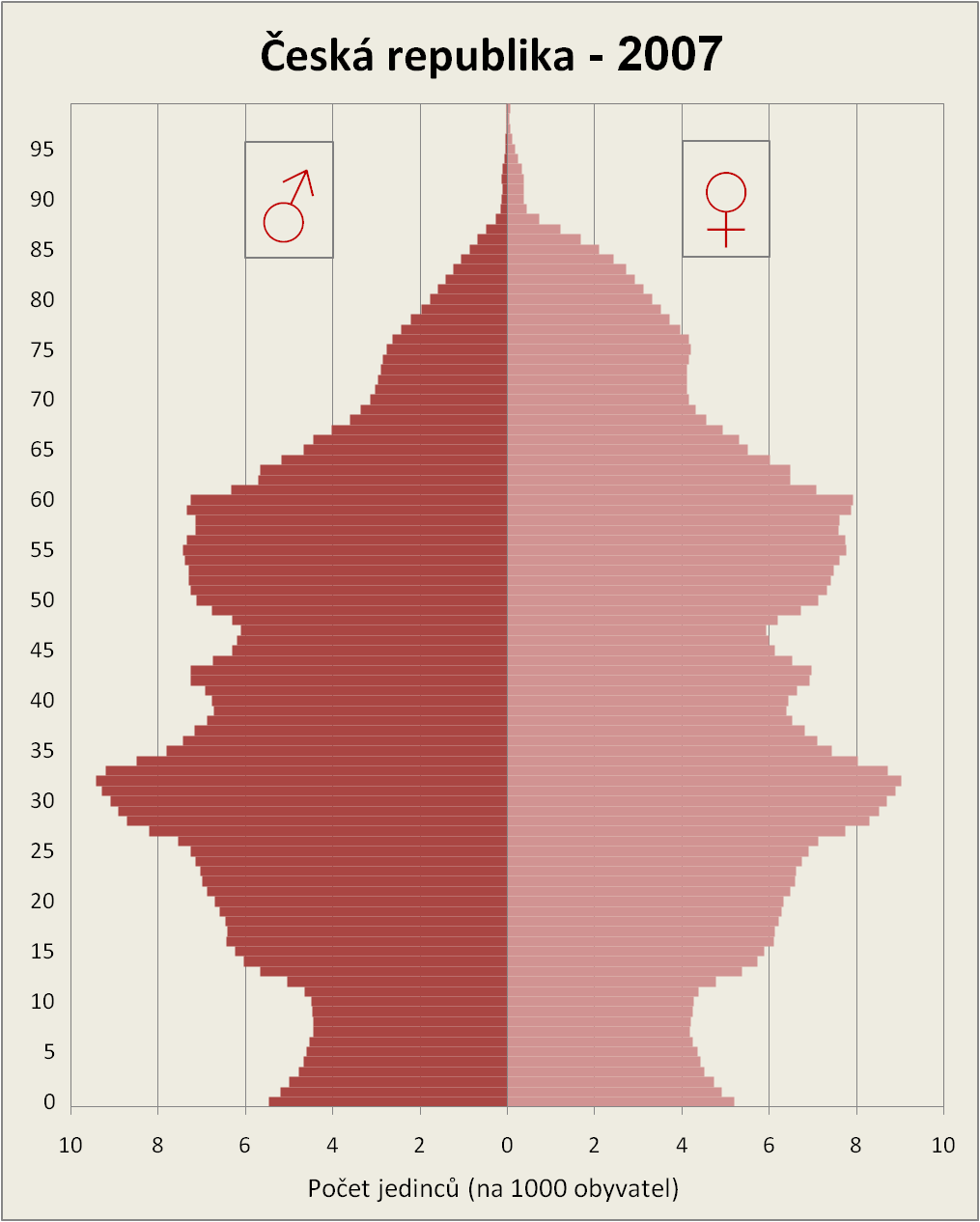
Věková pyramida České republiky v roce 2007, relativní data (počty v jednotlivých věkových skupinách na 1000 obyvatel).

Obyvatelstvo je soubor všech lidí obývajících určité území. Počet obyvatel určitého území se obvykle zjišťuje pomocí sčítání lidu, které většina států pořádá jednou za určitý počet let. Pojem obyvatelstvo je třeba odlišovat od pojmu populace, jenž je vymezen jako skupina lidí, mezi nimiž dochází k demografickým událostem.

## Mobilita obyvatelstva
Mobilitou obyvatelstva se rozumí změna v zařazení jedince (obyvatele) v nějakém systému určených jednotek (útvarů). Pokud jsou těmito jednotkami společenské útvary, pak ji nazýváme sociální mobilitou obyvatelstva. Pokud se jedná o prostorové (regionální) útvary, pak hovoříme o prostorové mobilitě obyvatelstva.